# Christina Nielsen
Christina Nielsen, född den 10 januari 1992 i Hørsholm är en dansk racerförare. Hon är dotter till racerföraren Lars-Erik Nielsen.